# David Ornette Cherry
 Der er for få eller ingen kildehenvisninger i denne artikel, hvilket er et problem. Du kan hjælpe ved at angive troværdige kilder til de påstande, som fremføres i artiklen.

David Ornette Cherry (født 1958, død 20. november 2022) var en amerikansk jazzmusiker. Han var multi-instrumentalist, komponist og digter og arbejdede som musiker med at kombinere jazzmusikken med den klassiske tradition og med elementer fra afrikansk og verdensmusik. Han var søn af Don Cherry og Monika Karlsson (Moki Cherry) og bror til bl.a. Eagle-Eye Cherry og halvbror til Neneh Cherry.

## Karriere
Hans musikalske interesse skyldes hans fars samarbejdspartnere gennem tiderne, som Ornette Coleman osv. som tit besøgte deres hjem, på Mariposa Avenue i Los Angeles. Det som for alvor satte ham i gang med musikken, var en tur til Sverige med sin far, Don Cherry, hvor David kom ud for en ulykke. Dette gjorde det umuligt for ham at øve klaver og spille musik. I slutningen af sommeren (da David var 16 år), kom han til at spille sin første koncert i Gøteborg, Sverige sammen med den tyrkiske slagtøjspiller Okay Temiz
David kom senere til at studere musik på Bishop College i Dallas, samtidig koncentrerede han sig om det såkaldte "World Music" på "California Institute of the Arts". David brugte en del tid i "Creative Music Studio" i Woodstock, New York. Her brugte han tiden godt og samarbejdede med en utal musikere fx Trilock Gurtu, Olatunji, Jai Deva, og Foday Musa Suso. Han koncentrerede sig om jazz'en og musik, i forskellige kulturer. 
Selvom jazz er hans rod til musikken, forbinder han tit sin musik med det såkaldte "Multi-Kulti". 
Keyboards, melodika og woodflute er nogle af de instrumenter han udøver.
Udover de nævnte har David Ornette Cherry også samarbejdet med: Don Cherry, Ed Blackwell, Charlie Haden, Billy Higgins, Nana Vasconcelos, Carlos Ward, Jim Pepper, Collin Walcott, Wadada Leo Smith og Justo Almario.

## Søskende
- Eagle-Eye Cherry Musiker/Bror
- Neneh Cherry Musiker/Halvsøster
- Christian Jon Cherry Skolelærer/Bror
- Jan Elisia Cherry Musiker (Violin)/Søster

## Kompositioner af David Ornette Cherry
- Ensemble for Improvisers
- Organic Groove
- First Time Out
- Impressions of Energy

## Egne udgivelser
- The End Of A Century